# Liste der Naturschutzgebiete im Kreis Unna
Die Liste der Naturschutzgebiete im Kreis Unna enthält die Naturschutzgebiete des Landkreises Kreis Unna in Nordrhein-Westfalen.

## Liste
| Schlüsselnr. | Gemeinde              | Gebietsname                                                         | Fläche in ha | Bild                                                               |
| ------------ | --------------------- | ------------------------------------------------------------------- | ------------ | ------------------------------------------------------------------ |
| UN-001       | Schwerte              | Ebberg                                                              | 017,7662     | Naturschutzgebiet Ebberg                                           |
| UN-002       | Bergkamen             | Beversee                                                            | 100,2426     | weitere Bilder                                                     |
| UN-003       | Bergkamen             | Mühlenbruch                                                         | 029,4140     | Naturschutzgebiet Mühlenbruch                                      |
| UN-004       | Selm                  | Netteberge                                                          | 023,4906     |                                                                    |
| UN-008       | Lünen, Selm           | Alstedder Mark                                                      | 067,5547     |                                                                    |
| UN-010       | Lünen                 | In der Laake                                                        | 012,0707     |                                                                    |
| UN-019       | Bergkamen             | Feuchtgebietskomplex zwischen Landwehrstraße und Datteln-Hamm-Kanal | 012,2089     |                                                                    |
| UN-020       | Bönen                 | Sandbachtal                                                         | 016,5144     |                                                                    |
| UN-021       | Unna                  | Uelzener Heide, Mühlhauser Mark                                     | 191,6082     | weitere Bilder                                                     |
| UN-022       | Kamen                 | Heerener Holz                                                       | 065,8260     |                                                                    |
| UN-023       | Bönen, Kamen          | Lettenbruch                                                         | 080,6902     |                                                                    |
| UN-024       | Bönen, Kamen          | Holzplatz                                                           | 027,2391     |                                                                    |
| UN-025       | Bönen                 | Horster Mühle                                                       | 007,6590     |                                                                    |
| UN-026       | Holzwickede, Unna     | Liedbachtal                                                         | 024,0128     |                                                                    |
| UN-027       | Holzwickede           | Sölder Bruch                                                        | 009,8123     |                                                                    |
| UN-028       | Holzwickede           | Bahnwald                                                            | 079,9875     | NSG Bahnwald (UN-028)                                              |
| UN-029       | Holzwickede           | Bachlauf des Hengser Baches mit Teichen östlich der Kampstraße      | 010,5805     | NSG Bachlauf des Hengser Baches mit Teichen östlich der Kampstraße |
| UN-030       | Schwerte              | Steinbachtal                                                        | 011,1787     |                                                                    |
| UN-031       | Schwerte              | Wannebachtal                                                        | 005,3855     |                                                                    |
| UN-032       | Schwerte              | Alter Ruhrgraben                                                    | 030,9171     |                                                                    |
| UN-033       | Schwerte              | In der Lake                                                         | 040,8405     | NSG In der Lake                                                    |
| UN-034       | Schwerte              | Mühlenstrang                                                        | 054,0719     |                                                                    |
| UN-035       | Schwerte, Holzwickede | Bahnwald                                                            | 011,8520     |                                                                    |
| UN-036       | Schwerte              | Elsebachtal                                                         | 057,5929     |                                                                    |
| UN-037       | Werne                 | Düsbecke                                                            | 036,0685     |                                                                    |
| UN-038       | Fröndenberg           | Strickherdicker Bachtal                                             | 022,8342     |                                                                    |
| UN-039       | Fröndenberg           | Ostholzbachtal                                                      | 043,0951     |                                                                    |
| UN-040       | Fröndenberg           | Wulmke                                                              | 009,8832     |                                                                    |
| UN-041       | Fröndenberg           | Kiebitzwiese                                                        | 046,6525     | weitere Bilder                                                     |
| UN-042       | Fröndenberg           | Obergraben westlich Wickede                                         | 044,7210     |                                                                    |
| UN-044       | Unna                  | Hemmerder Wiesen                                                    | 051,0754     |                                                                    |
| UN-049       | Lünen                 | Welschenkamp                                                        | 082,2445     |                                                                    |
| UN-050       | Lünen, Selm           | Wälder bei Cappenberg-West                                          | 253,2133     | weitere Bilder                                                     |
| UN-051       | Selm, Werne           | Wälder bei Cappenberg-Ost                                           | 421,1965     |                                                                    |
| UN-052       | Selm                  | Lippeaue Selm                                                       | 100,2924     |                                                                    |
| UN-053       | Lünen                 | Lippeaue von Lünen bis Schleuse Horst                               | 217,1843     | weitere Bilder                                                     |
| UN-054       | Lünen                 | Lippeaue von Wethmar bis Lünen                                      | 105,4943     | weitere Bilder                                                     |
| UN-055       | Bergkamen, Werne      | Lippeaue von Werne bis Heil                                         | 415,0570     | weitere Bilder                                                     |
| UN-056       | Bergkamen, Werne      | Lippeaue von Stockum bis Werne                                      | 187,9179     | weitere Bilder                                                     |